# Covid
Der Covid, auch Cobido, Covado oder Covit, war ein Längenmaß und galt als kleine Elle. Die große Elle war der (das) Guz mit der langen und der kurzen Form (Guz bozar).
Der Covid galt in Ostindien und in Kanton (China), Arabien, im britischen Bengalen und vielen anderen kleineren Regionen. Beispielsweise war in Ostindien und in Kanton China unter anderen Maßen 1 Covid = 208 3/20 Pariser Linien = 469 Millimeter.
Das Maß war nicht einheitlich und hatte diese Werte:
- Insel Amboina 1 Covid = 205 ¾ Pariser Linien = 464 Millimeter
- Bombay, Kalkutta, Madras 1 Covid = 202 13/20 Pariser Linien = 456 Millimeter; 4000 Covid = 1 Coß
- Camboja 1 Covid = 279,7 Pariser Linien = 630 Millimeter
- Kanton China 1 Covid = 10 Punt/Pont = 164 16/25 Pariser Linien = 370 Millimeter
- Surat Ostindien 1 Covid = 208,3 Pariser Linien = 469 Millimeter
- Bantam 1 Covid = 223 Pariser Linien = 502,8 Millimeter
- Bengalen 1 Covid = 178 4/5 Pariser Linien = 403,6 Millimeter
- Cylon, Malakka 1 Covid = 208,7 Pariser Linien = 470,4 Millimeter
- Malakka 1 Covid = 203,269 Pariser Linien = 458,54 Millimeter[1]
- Kanton China, Peking 1 Covid = 158 Pariser Linien = 356 Millimeter
- Cossimbazar (Bengalen) 1 Covid = 125 1/5 Pariser Linien = 282 Millimeter
- Daudnagapur (Bengalen) 1 Covid = 185 1/2 Pariser Linien = 419 Millimeter
- Goa (Ostindien), Mekka (Arabien) 1 Covid = 304,1 Pariser Linien = 681 Millimeter
- Gomron, Abassy (Persien) 1 Covid = 425 4/5 Pariser Linien = 960 Millimeter
- Mocha/Mokka (Arabien) 1 Covid = 262,1 Pariser Linien = 590,7 Millimeter
- Poudichery (Ostindien), Queda, Siam 1 Covid = 202,7 Pariser Linien = 457 Millimeter
- Mokka 1 Covid = 213,93 Pariser Linien = 482,6 Millimeter[2]
- Molukken 1 Covid = 204.17 Pariser Linien = 460,58 Millimeter[3]
- Betelfaki (Jemen)1 Covid = 0,5 Yard = 202,671 Pariser Linien = 457,19 Millimeter[4]
- Betelfaki 1 Covid = 0,75 Yard = 304,007 Pariser Linien = 685,79 Millimeter (eiserner oder großer Covid)[4]

Als Flächenmaß in Bombay, Kalkutta und Madras galt
- 20 Geviert-Covid = 1 Chattak
- 1 Geviert-Covid = 1 49/50 Pariser Geviertfuß = 0,212 Centiare